# Araber in der Türkei

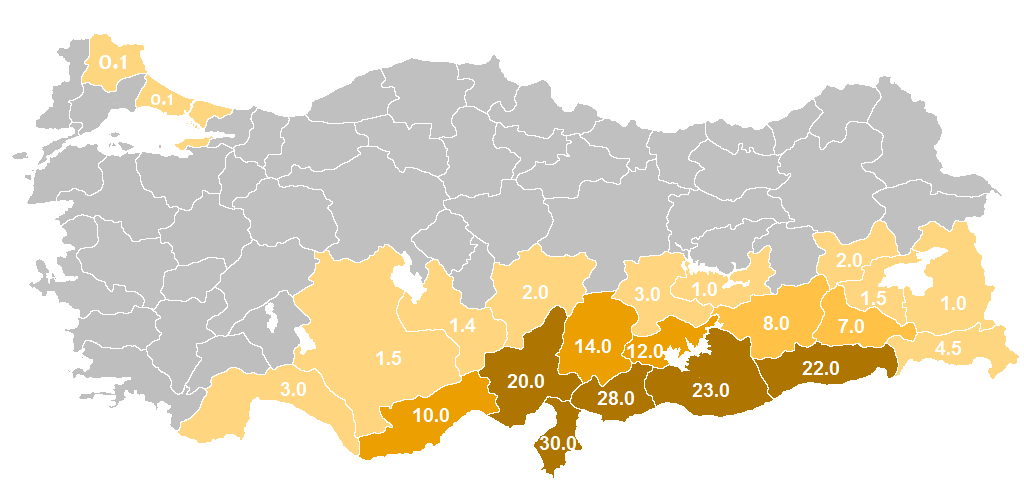
Arabischer Bevölkerungsanteil im Jahr 2018

Die Araber in der Türkei (arabisch العرب في تركيا, türkisch Türkiye Arapları) stellen mit 4 bis 5 Millionen Menschen etwa 5,5 bis 6,5 Prozent der türkischen Gesamtbevölkerung und sind eine der größten ethnischen Minderheiten in der Türkei.

## Geschichte
Die Araber leben schon seit Jahrhunderten in Südostanatolien. Mitte des 7. Jahrhunderts eroberten die Araber Südostanatolien und Nordmesopotamien. Der letzte Umayyaden-Kalif Marwan II. erhob sogar Harran um 745 zu seiner Residenz. Nach der Expansion wurden viele arabische Familien von der arabischen Halbinsel nach Südostanatolien und Nordmesopotamien um Harran (حران / Ḥarrān), Cizre (جزيرة ابن عمر / Dschazīrat Ibn ʿUmar), Siirt (سعرد / Siʿred), Mardin (ماردين / Mārdīn) und Şanlıurfa (الرها / ar-Ruhā) umgesiedelt.
Seit dem Bürgerkrieg in Syrien stieg die Anzahl ethnischer Araber stark an. Mit der Zeit kam es jedoch immer mehr zur Feindlichkeit gegen sie. Anfang Juli 2024 kam es gegen Syrer zu schweren und pogromartigen Ausschreitungen u. a. in der Stadt Kayseri, gefolgt von einem Datenleck über sozialen Medien mit privaten Informationen von mehr als 3 Millionen von ihnen.

## Siedlungsgebiet
Araber leben hauptsächlich im Süden und Südosten der Türkei an der Grenze zu Syrien und Irak, in den Provinzen Adana, Gaziantep, Hatay, Mardin, Mersin, Siirt, Şanlıurfa und. Dazu kommt die Diaspora-Gemeinde in der Metropole Istanbul. Weitere Diaspora-Gemeinden bestehen in den Großstädten Adana und Mersin.

## Religionen
Die Araber in der Türkei gliedern sich in drei Religionsgruppen, d. h. in Muslime, Nusairier und Christen. Die muslimischen Araber bilden die größte Gruppe innerhalb dieser Ethnie. Sie leben vornehmlich in Batman, Bitlis, Gaziantep, Hatay, Mardin, Muş, Siirt, Şanlıurfa und Şırnak. Der Großteil der 300.000 bis 350.000 Nusairier lebt in den Provinzen Adana, Hatay und Mersin. Religionsgeschichtlich stellen die Nusairier eine ultra-schiitische Sekte dar, die vermutlich aus der Fünfer-Schia hervorging und nicht etwa eine Abspaltung der 12er Schia darstellen. Der Glauben ist unter anderem auch von gnostischen Elementen und Messianismus geprägt. Ali werden göttliche Eigenschaften zugeschrieben bzw. als Imanation Gottes aufgefasst. Die ca. 18.000 christlichen Araber leben in der Mehrzahl in der Provinz Hatay, in den Städten Antakya und Iskenderun sowie im Dorf Tokaçlı. Sie gehören der griechisch-orthodoxen Kirche von Antiochien und der syrisch-orthodoxen Kirche von Antiochien an, eine Gemeinschaft mit eigenem Patriarchat und mit Arabisch als Liturgiesprache.

## Liste der Arabischen Stämme im Viyalet Diyarbakır um 1870
| Name des Stammes | Anzahl                                      | Siedlungsgebiet |
| ---------------- | ------------------------------------------- | --- |
| Schammar         | +10.000 Zelte                               | Die Schammar sind der größte Stamm und werden in drei Gruppen aufgeteilt: die al-Jerbe, az-Zeydan, und al-Omar. Die Schammar leben über einem großen Gebiet zerstreut. In der Türkei sind das die Städte Siverek, Urfa, Akçakale, Harran und Mardin. Diese Siedlungsgebiete setzen sich nach Syrien (Der Cebel-i Abdulaziz bei al-Hasaka, ar-Raqqa) und den Irak (Tal Afar und Dschabal Sindschar) fort. Der Stamm ist auch im nördlichen Saudi-Arabien weit verbreitet. |
| Banu Tayy        | 300–400 Zelte (um 1870), 3000 Zelte um 1900 | Entlang des Çağçağ-Flusses, zwischen Midyat und Hasakah. Auch verbreitet in Ha'il |
| Şerabi           | 500 Zelte                                   | leben westlich vom Berg Karacadağ |
| Cubur            | 600 Zelte                                   | leben um Nusaybin |
| `Anizzah         | unbekannt                                   | leben südlich von Mardin |
| Bekari           | 1000 Zelte                                  | Die Bekari hüteten Kamele und Schafe entlang des Serkan Flusses (fließt vom Südwesten Mardins nach Kızıltepe). |

## Sprache
Die große Mehrheit der Araber in der Türkei spricht Arabisch in einem levantischen oder mesopotamischen Dialekt. Da die Araber in der Türkei sich der mehrheitlich türkischen Bevölkerung anpassten, nimmt die Rolle der arabischen Sprache seit der Gründung der Türkei immer weiter ab. Gesprochen wird die Sprache meistens nur noch von den älteren Arabern, und die Mehrheit der jungen arabischen Bevölkerung in der Türkei hat nur wenige Sprachkenntnisse. Inzwischen haben sich jedoch durch den Bürgerkrieg in Syrien viele neue arabischsprachige Flüchtlinge angesiedelt.

## Bekannte Araber

### Aus dem Gebiet der heutigen Republik Türkei
- al-Dschazarī – arabischer Ingenieur, Erfinder und Konstrukteur
- Ibn al-Athīr – arabischer Historiker
- al-Battānī – arabischer Astronom
- Ibn Taimīya – arabisch-islamischer Gelehrter
- Thabit ibn Qurra – arabischer Mathematiker und Astronom

### Aus der Republik Türkei
- Bilal Aziz – türkisch-libanesischer Fußballspieler
- Pinar Deniz – türkische Schauspielerin libanesischer Herkunft
- Hüseyin Çelik – türkischer Hochschulprofessor, Politiker und ehemaliger Bildungsminister
- Emine Erdoğan – First Lady und Ehefrau des türkischen Präsidenten Recep Tayyip Erdoğan
- Murathan Mungan – türkischer Schriftsteller
- Hilmi Yarayıcı – türkischer Sänger und Komponist
- Atiye Deniz – türkische Sängerin
- Birol Ünel – in der Türkei geborener deutscher Schauspieler[11]